# Hennezis
Hennezis – miejscowość i gmina we Francji, w regionie Normandia, w departamencie Eure.
Według danych na rok 1990 gminę zamieszkiwało 769 osób, a gęstość zaludnienia wynosiła 49 osób/km² (wśród 1421 gmin Górnej Normandii Hennezis plasuje się na 311. miejscu pod względem liczby ludności, natomiast pod względem powierzchni na miejscu 120).